# Banate
Banate là một thị xã ven biển ở phía bắc tỉnh Iloilo, vùng VI (Tây Visayas), Philippines. Theo điều tra năm 2000, thị xã này có dân số 27.263 người với 5.279 hộ.

## Các đơn vị hành chính
| - Alacaygan - Bariga - Belen - Bobon - Bularan - Carmelo - De La Paz - Dugwakan - Juanico | - Libertad - Magdalo - Managopaya - Merced - Poblacion - San Salvador - Talokgangan - Zona Sur - Fuentes |